# Astroceramus
Astroceramus is een geslacht van zeesterren uit de familie Goniasteridae.				

## Soorten
- Astroceramus boninensis Kogure & Tachikawa, 2009
- Astroceramus brachyactis H.L. Clark, 1941
- Astroceramus cadessus Macan, 1938
- Astroceramus callimorphus Fisher, 1906
- Astroceramus denticulatus McKnight, 2006
- Astroceramus eldredgei Mah, 2015
- Astroceramus fisheri Koehler, 1909
- Astroceramus lionotus Fisher, 1913
- Astroceramus sphaeriostictus Fisher, 1913